# ديفيد هنري ويلسون
ديفيد هنري ويلسون (بالإنجليزية: David Henry Wilson)‏ هو كاتب ومترجم بريطاني، ولد في 1937 في لندن في المملكة المتحدة.

## وصلات خارجية
- ديفيد هنري ويلسون على موقع ميوزك برينز (الإنجليزية)
- ديفيد هنري ويلسون على موقع ديسكوغز (الإنجليزية)